# Campeonato Metropolitano 1979 (Argentina)
El denominado Torneo Metropolitano 1979 fue el sexagésimo tercero y el primero de los dos disputados ese año organizados por la AFA, en la cuadragésima novena temporada de la era profesional de la Primera División del fútbol argentino. Comenzó el 4 de marzo y finalizó el 19 de agosto.
Se disputó en una ronda clasificatoria, con dos secciones conformadas cada una por la mitad de los equipos participantes, que se enfrentaron todos contra todos, en dos ruedas de partido y revancha, y un certamen cuadrangular final con los dos mejor ubicados de cada zona, por eliminación, de ida y vuelta. 
Fue campeón el Club Atlético River Plate, en lo que constituyó su decimosexta consagración en la era profesional, al vencer en la final del torneo al Club Atlético Vélez Sarsfield por un marcador global de 7 a 1. Clasificó de esta manera a la Copa Libertadores 1980, junto con el ganador del siguiente Torneo Nacional.
Por otra parte, descendieron a Primera B los tres equipos ubicados en los últimos lugares del certamen por el descenso, cuyos participantes quedaron fuera del Nacional.

## Ascensos y descensos
| Pos | Equipo ascendido   |
| --- | ------------------ |
| 1.º | Ferro Carril Oeste |

| Pos  | Equipos descendidos en la temporada 1978 |
| ---- | ---------------------------------------- |
| 20.º | Banfield                                 |
| 21.º | Estudiantes (BA)                         |

De esta forma, el número de participantes se redujo a 20.

## Equipos
| Equipo             | Ciudad        |
| ------------------ | ------------- |
| All Boys           | Buenos Aires  |
| Argentinos Juniors | Buenos Aires  |
| Atlanta            | Buenos Aires  |
| Boca Juniors       | Buenos Aires  |
| Chacarita Juniors  | Villa Maipú   |
| Colón              | Santa Fe      |
| Estudiantes        | La Plata      |
| Ferro Carril Oeste | Buenos Aires  |
| Gimnasia y Esgrima | La Plata      |
| Huracán            | Buenos Aires  |
| Independiente      | Avellaneda    |
| Newell's Old Boys  | Rosario       |
| Platense           | Vicente López |
| Quilmes            | Quilmes       |
| Racing Club        | Avellaneda    |
| River Plate        | Buenos Aires  |
| Rosario Central    | Rosario       |
| San Lorenzo        | Buenos Aires  |
| Unión              | Santa Fe      |
| Vélez Sarsfield    | Buenos Aires  |

### Distribución geográfica de los equipos
| Región                 | Cant. | Equipos |
| ---------------------- | ----- | --- |
| Ciudad de Buenos Aires | 9     | All Boys, Argentinos Juniors, Atlanta, Boca Juniors, Ferro Carril Oeste, Huracán, River Plate, San Lorenzo y Vélez Sarsfield |
| Conurbano bonaerense   | 5     | Chacarita Juniors, Independiente, Platense, Quilmes y Racing Club                                                            |
| Provincia de Santa Fe  | 4     | Colón, Newell's Old Boys, Rosario Central y Unión                                                                            |
| Ciudad de La Plata     | 2     | Estudiantes y Gimnasia y Esgrima                                                                                             |

## Rueda de clasificación

### Tabla de posiciones final de la Sección A
| Pos. | Equipo                  | Pts. | PJ | PG | PE | PP | GF | GC | Dif. |
| ---- | ----------------------- | ---- | -- | -- | -- | -- | -- | -- | ---- |
| 1.º  | River Plate             | 24   | 18 | 9  | 6  | 3  | 28 | 19 | 9    |
| 2.º  | Vélez Sarsfield         | 23   | 18 | 10 | 3  | 5  | 27 | 20 | 7    |
| 3.º  | Argentinos Juniors      | 23   | 18 | 10 | 3  | 5  | 34 | 26 | 8    |
| 4.º  | Newell's Old Boys       | 22   | 18 | 8  | 6  | 4  | 27 | 14 | 13   |
| 5.º  | Racing Club             | 22   | 18 | 8  | 6  | 4  | 31 | 20 | 11   |
| 6.º  | Unión                   | 19   | 18 | 6  | 7  | 5  | 23 | 20 | 3    |
| 7.º  | Quilmes                 | 17   | 18 | 6  | 5  | 7  | 23 | 20 | 3    |
| 8.º  | Huracán                 | 16   | 18 | 6  | 4  | 8  | 24 | 31 | −7   |
| 9.º  | Gimnasia y Esgrima (LP) | 8    | 18 | 3  | 2  | 13 | 11 | 28 | −17  |
| 10.º | Platense                | 6    | 18 | 2  | 2  | 14 | 15 | 45 | −30  |

|  | Semifinalista del campeonato.               |
|  | Perdió el desempate por el segundo puesto.  |
|  | Debió disputar el certamen por el descenso. |

#### Partido de desempate
| Local                                             | Resultado | Visitante          | Estadio                  | Fecha       |
| ------------------------------------------------- | --------- | ------------------ | ------------------------ | ----------- |
| Vélez Sarsfield                                   | 4 - 0     | Argentinos Juniors | Arquitecto R. Etcheverri | 22 de julio |
| Vélez Sarsfield fue semifinalista del campeonato. |           |                    |                          |             |

### Tabla de posiciones final de la Sección B
| Pos. | Equipo             | Pts. | PJ | PG | PE | PP | GF | GC | Dif. |
| ---- | ------------------ | ---- | -- | -- | -- | -- | -- | -- | ---- |
| 1.º  | Rosario Central    | 26   | 18 | 10 | 6  | 2  | 37 | 17 | 20   |
| 2.º  | Independiente      | 24   | 18 | 11 | 2  | 5  | 36 | 25 | 11   |
| 3.º  | Estudiantes (LP)   | 22   | 18 | 8  | 6  | 4  | 34 | 27 | 7    |
| 4.º  | Boca Juniors       | 20   | 18 | 7  | 6  | 5  | 27 | 19 | 8    |
| 5.º  | Colón              | 19   | 18 | 6  | 7  | 5  | 24 | 23 | 1    |
| 6.º  | Ferro Carril Oeste | 19   | 18 | 6  | 7  | 5  | 24 | 28 | −4   |
| 7.º  | San Lorenzo        | 17   | 18 | 4  | 9  | 5  | 28 | 25 | 3    |
| 8.º  | All Boys           | 15   | 18 | 5  | 5  | 8  | 17 | 28 | −11  |
| 9.º  | Atlanta            | 9    | 18 | 0  | 9  | 9  | 10 | 23 | −13  |
| 10.º | Chacarita Juniors  | 9    | 18 | 2  | 5  | 11 | 15 | 37 | −22  |

|  | Semifinalista del campeonato.               |
|  | Debió disputar el certamen por el descenso. |

## Fase final

### Cuadro de desarrollo
|  | Semifinales               | Semifinales               | Semifinales               |   |             | Final             | Final             | Final             |  |
|  | 29 de julio y 5 de agosto | 29 de julio y 5 de agosto | 29 de julio y 5 de agosto |   |             | 12 y 19 de agosto | 12 y 19 de agosto | 12 y 19 de agosto |  |
|  |                           |                           |                           |   |             |                   |                   |                   |  |
|  |                           |                           |                           |   |             |                   |                   |                   |  |
|  | Independiente             | 3                         | 1                         |   |             |                   |                   |                   |  |
|  | Independiente             | 3                         | 1                         |   |             |                   |                   |                   |  |
|  | River Plate               | 4                         | 2                         |   |             |                   |                   |                   |  |
|  | River Plate               | 4                         | 2                         |   | River Plate | 2                 | 5                 |                   |  |
|  |                           |                           |                           |   | River Plate | 2                 | 5                 |                   |  |
|  |                           |                           | Vélez Sarsfield           | 0 | 1           |                   |                   |                   |  |
|  | Vélez Sarsfield           | 1                         | Vélez Sarsfield           | 0 | 1           | 0                 |                   |                   |  |
|  | Vélez Sarsfield           | 1                         |                           |   |             | 0                 |                   |                   |  |
|  | Rosario Central           | 0                         | 0                         |   |             |                   |                   |                   |  |
|  | Rosario Central           | 0                         | 0                         |   |             |                   |                   |                   |  |
|  |                           |                           |                           |   |             |                   |                   |                   |  |

### Semifinales
| Semifinal 1   | Semifinal 1 | Semifinal 1   | Semifinal 1     | Semifinal 1 | Semifinal 1 |
| Local         | Resultado   | Visitante     | Estadio         | Fecha       |             |
| ------------- | ----------- | ------------- | --------------- | ----------- | ----------- |
| River Plate   | 4 - 3       | Independiente | Monumental      | 29 de julio |             |
| Independiente | 1 - 2       | River Plate   | La Doble Visera | 5 de agosto |             |

| Semifinal 2     | Semifinal 2 | Semifinal 2     | Semifinal 2         | Semifinal 2 | Semifinal 2 |
| Local           | Resultado   | Visitante       | Estadio             | Fecha       |             |
| --------------- | ----------- | --------------- | ------------------- | ----------- | ----------- |
| Rosario Central | 0 - 1       | Vélez Sarsfield | Gigante de Arroyito | 29 de julio |             |
| Vélez Sarsfield | 0 - 0       | Rosario Central | José Amalfitani     | 5 de agosto |             |

### Final
| Final           | Final     | Final           | Final           | Final        | Final |
| Local           | Resultado | Visitante       | Estadio         | Fecha        |       |
| --------------- | --------- | --------------- | --------------- | ------------ | ----- |
| Vélez Sarsfield | 0 - 2     | River Plate     | José Amalfitani | 12 de agosto |       |
| River Plate     | 5 - 1     | Vélez Sarsfield | Monumental      | 19 de agosto |       |

## Certamen por el descenso

### Tabla de posiciones final
| Pos. | Equipo                  | Pts. | PJ | PG | PE | PP | GF | GC | Dif. |
| ---- | ----------------------- | ---- | -- | -- | -- | -- | -- | -- | ---- |
| 1.º  | Platense                | 11   | 6  | 5  | 1  | 0  | 9  | 3  | 6    |
| 2.º  | Gimnasia y Esgrima (LP) | 7    | 6  | 3  | 1  | 2  | 7  | 8  | −1   |
| 3.º  | Chacarita Juniors       | 4    | 6  | 2  | 0  | 4  | 10 | 9  | 1    |
| 4.º  | Atlanta                 | 2    | 6  | 1  | 0  | 5  | 4  | 10 | −6   |

|  | Permaneció en la Primera División. |
|  | Descendió a la Segunda División.   |

## Descensos y ascensos
Gimnasia y Esgrima (LP), Atlanta y Chacarita Juniors descendieron a Primera B. Con el ascenso de Tigre y la incorporación de Talleres de Córdoba, que fue promovido a los torneos regulares en virtud de la Resolución 1.309, el número de equipos participantes del Torneo Metropolitano 1980 disminuyó a 19.

## Goleadores
| Jugador              | Jugador             | Goles | Equipo             |
| -------------------- | ------------------- | ----- | ------------------ |
| Bandera de Argentina | Sergio Fortunato    | 14    | Estudiantes        |
| Bandera de Argentina | Diego Maradona      | 14    | Argentinos Juniors |
| Bandera de Argentina | Pedro Larraquy      | 10    | Vélez Sarsfield    |
| Bandera de Argentina | Carlos Babington    | 9     | Huracán            |
| Bandera de Argentina | Ernesto Mastrángelo | 9     | Boca Juniors       |
| Bandera de Argentina | Norberto Outes      | 9     | Independiente      |
| Bandera de Argentina | Guillermo Trama     | 9     | Rosario Central    |